# Szőkedencs
Szőkedencs község Somogy vármegyében, a Marcali járásban.

## Fekvése
Marcalitól nyugatra, Főnyed és Csákány közt, a 7-es főút mellett fekszik, Somogyzsitfa felől Csákányon át a 6812-es úton érhető el.

## Története
Szőkedencs (Dencs) nevét az 1332-1337 évi pápai tizedjegyzék említette először Dencs néven. 1444-ben Budaváridencs néven (Budauaridencs írásmóddal) fordult elő az oklevelekben; ekkor az óbudai káptalan birtoka volt. Az 1550 évi adólajstromban Varga-Dencs alakban volt említve, ekkor Thorkos Péter, Véssey László és Sallér György, - Fazekas-Dencsnek pedig Nádasdy Tamás volt a földesura. Az 1573-1574 évi török kincstári adólajstromba Várag-Dencs néven 5 házzal volt felvéve. 1582-1583-ban Véssey Józsa és Horváth Sándor birtoka volt. 1703 körül már csak puszta és a Festetics családé, 1726-ban pedig Véssey István birtoka. 1733-ban ismét jobbágyfalu és ekkortól a Vésseyeké és az övék volt az 1900-as évek elején is; ekkor Véssey Ferencnek volt itt nagyobb birtoka és csinos kastélya, amely 1856-ban épült. 1893-ban a község háromnegyed része egy nagy tűzvészben elpusztult.
A település egykor nem a mai helyén, hanem a jelenlegi temető helyén állt, ahol egy közel hétszáz éves hársfa látható, melynek hatalmas törzse a ritkaságok közé tartozik. A község csak 1726 után települt a mai helyére.
A 20. század elején Somogy vármegye Marcali járásához tartozott.
1910-ben 856 magyar lakosa volt. Ebből 571 római katolikus, 257 evangélikus és 24 volt református.

## Közélete

### Polgármesterei
- 1990–1994: Papp Sándor (FKgP)[3]
- 1994–1997: Harmath István (független)[4]
- 1997–1998: Harmath István (független)[5]
- 1998–2002: Harmath István (független)[6]
- 2002–2006: ifj. Komári József (független)[7]
- 2006–2010: Komári József (független)[8]
- 2010–2014: Komári József (Fidesz–KDNP)[9]
- 2014–2019: Komári József (Fidesz–KDNP)[10]
- 2019–2024: Komári József (Fidesz–KDNP)[11]
- 2024– : Komári József (Fidesz–KDNP)[1]

1997. május 11-én időközi polgármester-választást tartottak a településen a képviselő-testület márciusi önfeloszlatását követően.

## Népesség
A település népességének változása:
| Lakosok száma | 249  | 258  | 253  | 224  | 250  | 265  | 267  |
|               | 2013 | 2014 | 2015 | 2021 | 2022 | 2023 | 2024 |

A 2011-es népszámlálás során a lakosok 87,6%-a magyarnak, 0,8% cigánynak, 2% németnek, 0,4% szlovénnek mondta magát (10,4% nem nyilatkozott; a kettős identitások miatt a végösszeg nagyobb lehet 100%-nál). A vallási megoszlás a következő volt: római katolikus 79,3%, református 0,8%, evangélikus 8,8%, felekezeten kívüli 1,6% (9,6% nem nyilatkozott).
2022-ben a lakosság 78%-a vallotta magát magyarnak, 12,4% németnek, 5,6% cigánynak, 0,4% szlováknak, 0,4% szlovénnek, 0,4% románnak, 1,2% egyéb, nem hazai nemzetiségűnek (12,4% nem nyilatkozott; a kettős identitások miatt a végösszeg nagyobb lehet 100%-nál). Vallásuk szerint 46% volt római katolikus, 5,6% evangélikus, 2% református, 0,4% görög katolikus, 0,4% egyéb keresztény, 1,6% egyéb katolikus, 7,2% felekezeten kívüli (36,8% nem válaszolt).

## Nevezetességei
Evangélikus temploma 1861-ben épült.
Temetőjében áll egy 700 évesnek tartott hársfa, amelyet törzsének 1100 centiméteres körmérete alapján az egyik legnagyobbnak tartanak Magyarországon.

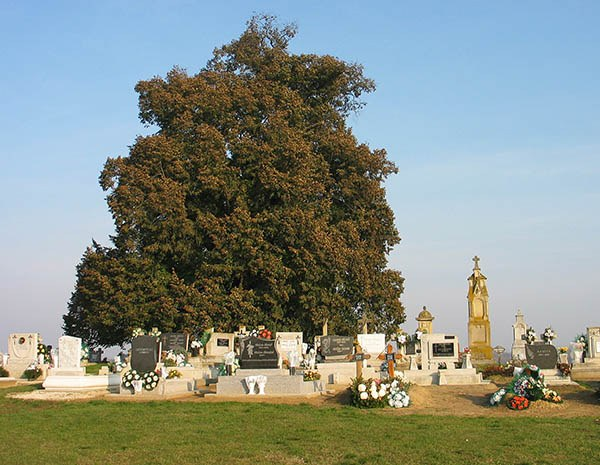
700 éves hárs